# Kávésav
| Kávésav |                                                                       |
| |                                                                       |
| \| \| \| |                                                                       |
| |                                                                       |
| IUPAC-név | (E)-3-(3,4-dihidroxifenil)-2-propénsav                                |
| Más nevek | 3,4-dihidroxi-fahéjsav 3,4-dihidroxi-3-fenilakrilsav                  |
| Kémiai azonosítók                                                                                               |                                                                       |
| CAS-szám | 331-39-5                                                              |
| PubChem | 689043                                                                |
| ChemSpider | 600426                                                                |
| EINECS-szám | 206-361-2                                                             |
| DrugBank | DB01880                                                               |
| KEGG | C01481                                                                |
| ChEBI | 16433                                                                 |
| RTECS szám | GD8950000                                                             |
| SMILES | O=C(O)\C=C\c1cc(O)c(O)cc1                                             |
| InChI | 1/C9H8O4/c10-7-3-1-6(5-8(7)11)2-4-9(12)13/h1-5,10-11H,(H,12,13)/b4-2+ |
| InChIKey | QAIPRVGONGVQAS-DUXPYHPUSA-N                                           |
| Beilstein | 1954563                                                               |
| UNII | U2S3A33KVM                                                            |
| ChEMBL | 145                                                                   |
| Kémiai és fizikai tulajdonságok                                                                                 |                                                                       |
| Kémiai képlet                                                                                                   | C9H8O4                                                                |
| Moláris tömeg                                                                                                   | 180,16 g/mol                                                          |
| Sűrűség | 1,478 g/cm³                                                           |
| Olvadáspont | 223–225 °C                                                            |
| Veszélyek |                                                                       |
| NFPA 704 | 1 0                                                                   |
| Rokon vegyületek                                                                                                |                                                                       |
| Rokon vegyületek                                                                                                | ferulasav                                                             |
| Ha másként nem jelöljük, az adatok az anyag standardállapotára (100 kPa) és 25 °C-os hőmérsékletre vonatkoznak. |                                                                       |
| |                                                                       |

A kávésav (C9H8O4) egy természetes fenolos vegyület mely számos gyümölcsben, zöldségben és növényben előfordul, többek között a kávéban is.
A kávésav sárga kristályos anyag, amely forró vízben és alkoholban is oldódik.
A fahéjsav rokon vegyülete, de van rajta két hidroxilcsoport, ami a fahéjsavon nincs.
A kávésav kínasavval való észterezése klorogénsavat eredményez. Mind a kávésav, mind a klorogénsav megtalálható a kávébabban.
A Nemzetközi Rákkutató Ügynökség (International Agency for Research on Cancer) az ellentmondásos eredményeket mutató tudományos eredmények alapján 2B karcinogenitási csoportba sorolja a kávésavat, azaz „lehetséges rákkeltő” besorolású.